# Друсия
Дру̀сия (на гръцки: Δρούσια) е село в Кипър, окръг Пафос. Според статистическата служба на Република Кипър през 2001 г. селото има 386 жители.
Намира се на 10 км южно от Полис.